# Las Mayas

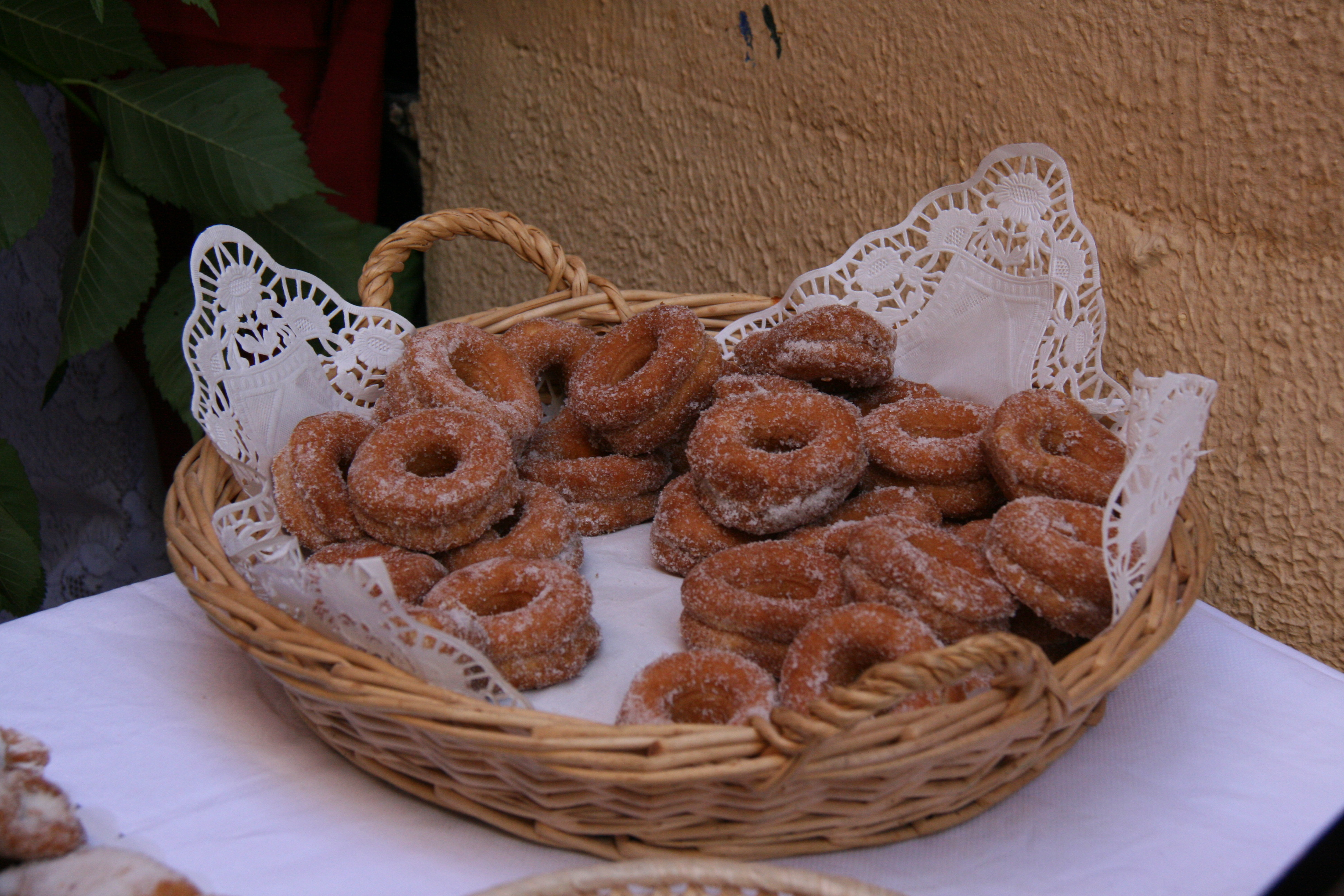
Ofrenda

Las Mayas es una festividad que se celebra uno de los primeros domingos del mes de mayo principalmente en el barrio de Lavapiés (Madrid), en la plaza de su nombre y en las calles aledañas del Barrio y de Salitre, en torno a la iglesia de San Lorenzo. Este día, y por la mañana, casa del barrio adorna y engalana a una vecina joven que, con mantos de seda y de flores, se exhibe en el portal con el objeto de ser elegida: "reina maya". Las mujeres se colocan en altares y capillas floridos, vestidas con los mejores trajes y rodeadas de ofrendas. Se suele pedir un donativo a los visitantes en honor a la virgen, se ofrecen además productos madrileños (Torraos, rosquillas y vino).

## Historia
El origen de la fiesta puede remostarse a épocas del imperio romano, que recrea a maya (en griego Μαία) que es la mayor de las siete pléyades (hijas de Atlas). En el siglo VII el clérigo Vigilia escribe una proclama para que se castigue a todos aquellos que en carnavales se disfrazan de mayas con un año de penitencia.
Hay noticias de la celebración de las mayas durante el reinado de Carlos III donde llega a prohibirse su representación a lo largo de las calles del Barrio Bajo. A la llegada del mes de mayo grupos de adolescentes se engalanaban en las puertas de sus casas con el objeto de celebrar la llegada de la primavera. La denominación "maya" puede provenir, según autores, de las majas (vecinas del barrio de Lavapiés).
La fiesta de la Maya se continuó celebrando  en Colmenar Viejo (una de las más afamadas y que posee su origen en los años ochenta que se celebra el dos de mayo), Navalcarnero, Pinto, Villa del Prado y Ciempozuelos, tras la guerra civil. La tradición se fue recuperando poco a poco en el barrio a medida que finalizaba el siglo. A comienzos del siglo XXI se celebra todavía, pudiéndose ver cerámicas conmemorativas de años posteriores.

## Características
Se instalan las mayas (o majas) a lo largo de las calles periféricas a la parroquia de San Lorenzo. Cada portal de una vivienda tiene una joven (elegida entre las más guapas y honestas del barrio) y los comparsas suelen pedir donativos cantando:

Para la maya, 
 para la maya,
 para la maya,
 que es linda y galana

La chica elegida en cada casa suele colocarse en un altar finamente decorado y elaborado con almohadas, cortinajes, colchas y abundantes decoraciones florales en cada portal. Debe permanecer estática durante la mayor parte del tiempo. Durante ese día es fácil que pasen todos los vecinos del barrio delante de las mayaas. En algunas ocasiones grupos de chicos se pasean delante de las majas haciendo piropos a las candidatas. Ellas deben permanecer inamovibles a estas bromas. La reclección de la colecta suele acabar pagando la verbena que se celebra al final de la jornada.

## En el arte
El fotógrafo español Daniel Ochoa de Olza ha ganado el segundo premio del World Press Photo 2016, en la categoría "Personajes", con una serie de retratos titulada La Maya Tradition Archivado el 26 de abril de 2016 en Wayback Machine..